# 没有烟抽的日子
《沒有煙抽的日子》是中國大陸學運領袖王丹在1989年所作的新詩，作品以「星子」為筆名在《季节雨》發表。台灣音樂人張雨生在「六四事件」後為這首新詩譜曲，開始廣為流行。

## 創作背景
王丹在訪問中表示：「那時少年不識愁滋味，沒有愁也裝作愁來，寫這首詩時，是煙抽得最兇的時候。所以，故意要寫一首詩，叫做『沒有煙抽的日子』。結果後來竟然不幸言中。」張雨生在報上讀到此詩後有感而發，便譜了曲並收錄在專輯《想念我》裡，後成為「六四事件」中代表歌曲之一。張雨生在專輯中寫道：
「我不想騙你，寫這首曲子，我有著神秘的亢奮和驚異的心情。那天夜裡直到完成了歌，還持續高昂的情緒，失眠至早上七點多。對學運，這曲子不是什麼註腳，是積鬱了我心底對中國人的悲憫。」
張雨生為《沒有煙抽的日子》譜曲後，歌曲甚為流行，並傳回大陸。可是因為作詞者的身份，大陸傳唱時皆未說明作詞人、或將作詞人誤植為張雨生。王丹當時已失去聯絡沒能拿到版稅，直到1993年出獄張雨生親赴北京探視王丹，並將4000美金的版稅交到王丹手中，這也是彼此第一次也是最後一次相見。

## 翻唱
- 張惠妹於1997年12月發行的翻唱專輯《妹力四射》中收錄。[5]

- 王傑在2003年專輯《愛我的我愛的王傑》中也曾翻唱此歌收錄，詞曲與原曲大致相同。

- 2006年第十二届CCTV全国青年歌手电视大奖赛选手曲迎春翻唱此歌。[6]

- 蘇打綠在2012年底於高雄市義大世界舉辦之跨年晚會中，演唱〈沒有菸抽的日子〉前引言提及媒體壟斷。中視重播跨年晚會節目時，刪除引言關於媒體壟斷的談話。[7]

## 軼事
根据王丹本人在其回忆录中的描写，歌曲的歌词是他在大一期间高等数学课上写下的。王丹在回忆录中写道：
「政治学因为会涉及到数据统计，所以高等数学是必修。而自从进入高中以后，我与数学就渐行渐远，数学成绩从来就是最弱项。连高中的代数几何我都难以掌握，现在要学高等数学，这简直是赶鸭子上架。我记得第一个学期我去上高数课，看着老师在前面黑板上花了一堆符号和数字，那完全是云里雾里的感觉，根本听不懂、也不想听懂。后来高等数学这门课，我整个学期就去了四次，其中还有一次是有去没有听，趴在桌子上写了一首诗，这就是后来张雨生谱曲的《没有烟抽的日子》」
王丹憶述：「1987至1989年我在北大讀書的時候，其實是抽煙的，雖然不兇，一星期也要兩三包。」整場學運中，他不自覺地沒再抽煙，直到流亡時突然想抽煙，買了一包「摩爾」。
他說：「剛剛點燃火柴，就聽到船上的廣播裡播放中國公安部向全國發出的緝捕二十一名學生頭頭的通緝令，而且第一個就是區區在下！」他心想剛抽煙就倒楣，於是把煙掉進長江。此後他的逃亡過程一直順利，甚至還躲進解放軍大院。直到7月初，朋友掏出一包煙讓他抽，這是他流亡後第二次抽煙，結果他旋即被警察抓到。
1991年1月，他被押解上庭，在场的一名法警是他小學同學，同學向他敬煙，他忍不住再抽，這是八九學運以來第三根煙。他說：「當時一直有傳言說當局為了回應國際社會的壓力，會當庭釋放我，而我也多少存有一絲幻想。抽過煙之後出庭：當庭宣判四年徒刑，是北京受審學生中最重的。」他說他仍然是無神論者，但自此再也不抽煙了。